# Campionato europeo femminile di pallamano 2000
Il campionato europeo femminile di pallamano 2000 è stata la quarta edizione del massimo torneo di pallamano per squadre nazionali femminili, organizzato dalla European Handball Federation (EHF). Il torneo si è disputato dall'8 al 17 dicembre 2000 in Romania in due impianti nelle città di Râmnicu Vâlcea e Bucarest. Vi hanno preso parte dodici rappresentative nazionali. Il torneo è stato vinto per la prima volta dall'Ungheria, che in finale ha sconfitto l'Ucraina dopo i tempi supplementari.

## Formato
Le dodici nazionali partecipanti sono state suddivise in due gironi da sei squadre ciascuno. Le prime due classificate accedono alla fase a eliminazione diretta, mentre le restanti partecipano alle finali per i piazzamenti. Le prime cinque classificate sono qualificate al campionato mondiale 2001.

## Impianti
Il torneo è stato disputato in due sedi in Romania.

## Qualificazioni
Le qualificazioni al campionato europeo si sono sviluppate su due fasi e vi hanno preso parte 25 squadre nazionali, eccetto la Romania ammessa direttamente alla fase finale in qualità di Paese ospitante e la Norvegia ammessa in qualità di detentrice del titolo. Alla prima fase hanno preso parte 10 squadre nazionali, che si sono affrontate in play-off e le cinque squadre vincitrici venivano ammesse alla seconda fase. Le 20 squadre partecipanti alla seconda fase si sono affrontate in play-off e le dieci vincitrici venivano ammesse alla fase finale.

## Squadre partecipanti
| Pr. | Squadra     | Qualificata come                         | Precedenti partecipazioni |
| --- | ----------- | ---------------------------------------- | ------------------------- |
| 1   | Romania     | Nazione organizzatrice della fase finale | 3 (1994, 1996, 1998)      |
| 2   | Norvegia    | Detentrice del titolo                    | 3 (1994, 1996, 1998)      |
| 3   | Francia     | Vincente i play-off                      | 0                         |
| 4   | Jugoslavia  | Vincente i play-off                      | 0                         |
| 5   | Bielorussia | Vincente i play-off                      | 0                         |
| 6   | Danimarca   | Vincente i play-off                      | 3 (1994, 1996, 1998)      |
| 7   | Russia      | Vincente i play-off                      | 3 (1994, 1996, 1998)      |
| 8   | Ucraina     | Vincente i play-off                      | 3 (1994, 1996, 1998)      |
| 9   | Macedonia   | Vincente i play-off                      | 1 (1998)                  |
| 10  | Ungheria    | Vincente i play-off                      | 3 (1994, 1996, 1998)      |
| 11  | Germania    | Vincente i play-off                      | 3 (1994, 1996, 1998)      |
| 12  | Austria     | Vincente i play-off                      | 3 (1994, 1996, 1998)      |

## Turno preliminare

### Girone A

#### Classifica finale
| Pos. | Squadra    | Pt | G | V | N | P | GF  | GS  | DR  |
| ---- | ---------- | -- | - | - | - | - | --- | --- | --- |
| 1.   | Ungheria   | 9  | 5 | 4 | 1 | 0 | 159 | 115 | +44 |
| 2.   | Russia     | 8  | 5 | 4 | 0 | 1 | 118 | 104 | +14 |
| 3.   | Francia    | 6  | 5 | 3 | 0 | 2 | 127 | 106 | +21 |
| 4.   | Jugoslavia | 5  | 5 | 2 | 1 | 2 | 139 | 138 | +1  |
| 5.   | Germania   | 2  | 5 | 1 | 0 | 4 | 117 | 134 | -17 |
| 6.   | Austria    | 0  | 5 | 0 | 0 | 5 | 89  | 152 | -63 |

#### Risultati
| Râmnicu Vâlcea 8 dicembre 2000, ore 17:00 UTC+2 | Ungheria | 33 – 33 (17-18) referto | Jugoslavia |  |

| Râmnicu Vâlcea 8 dicembre 2000, ore 19:00 UTC+2 | Austria | 20 – 30 (7-14) referto | Germania |  |

| Râmnicu Vâlcea 8 dicembre 2000, ore 21:00 UTC+2 | Francia | 21 – 22 (12-15) referto | Russia |  |

| Râmnicu Vâlcea 9 dicembre 2000, ore 17:00 UTC+2 | Germania | 22 – 33 (12-15) referto | Ungheria |  |

| Râmnicu Vâlcea 9 dicembre 2000, ore 19:00 UTC+2 | Jugoslavia | 19 – 26 (10-12) referto | Francia |  |

| Râmnicu Vâlcea 9 dicembre 2000, ore 21:00 UTC+2 | Russia | 28 – 19 (15-10) referto | Austria |  |

| Râmnicu Vâlcea 10 dicembre 2000, ore 17:00 UTC+2 | Francia | 25 – 19 (12-12) referto | Germania |  |

| Râmnicu Vâlcea 10 dicembre 2000, ore 19:00 UTC+2 | Austria | 12 – 35 (6-13) referto | Ungheria |  |

| Râmnicu Vâlcea 10 dicembre 2000, ore 21:00 UTC+2 | Russia | 27 – 20 (10-12) referto | Jugoslavia |  |

| Râmnicu Vâlcea 12 dicembre 2000, ore 17:00 UTC+2 | Austria | 24 – 33 (14-14) referto | Jugoslavia |  |

| Râmnicu Vâlcea 12 dicembre 2000, ore 19:00 UTC+2 | Ungheria | 32 – 29 (14-12) referto | Francia |  |

| Râmnicu Vâlcea 12 dicembre 2000, ore 21:00 UTC+2 | Germania | 18 – 22 (10-11) referto | Russia |  |

| Râmnicu Vâlcea 13 dicembre 2000, ore 17:00 UTC+2 | Ungheria | 26 – 19 (17-12) referto | Russia |  |

| Râmnicu Vâlcea 13 dicembre 2000, ore 19:00 UTC+2 | Jugoslavia | 34 – 28 (12-11) referto | Germania |  |

| Râmnicu Vâlcea 13 dicembre 2000, ore 21:00 UTC+2 | Francia | 26 – 14 (14-6) referto | Austria |  |

### Girone B

#### Classifica finale
| Pos. | Squadra     | Pt | G | V | N | P | GF  | GS  | DR  |
| ---- | ----------- | -- | - | - | - | - | --- | --- | --- |
| 1.   | Ucraina     | 7  | 5 | 2 | 3 | 0 | 130 | 120 | +10 |
| 2.   | Romania     | 7  | 5 | 3 | 1 | 1 | 128 | 118 | +10 |
| 3.   | Norvegia    | 6  | 5 | 2 | 2 | 1 | 132 | 126 | +6  |
| 4.   | Macedonia   | 4  | 5 | 1 | 2 | 2 | 113 | 123 | -10 |
| 5.   | Danimarca   | 3  | 5 | 1 | 1 | 3 | 130 | 137 | -7  |
| 6.   | Bielorussia | 3  | 5 | 0 | 3 | 2 | 134 | 143 | -9  |

#### Risultati
| Bucarest 8 dicembre 2000, ore 17:00 UTC+2 | Romania | 29 – 28 (15-15) referto | Bielorussia |  |

| Bucarest 8 dicembre 2000, ore 19:00 UTC+2 | Norvegia | 24 – 24 (11-9) referto | Ucraina |  |

| Bucarest 8 dicembre 2000, ore 21:00 UTC+2 | Danimarca | 19 – 20 (9-5) referto | Macedonia |  |

| Bucarest 9 dicembre 2000, ore 17:00 UTC+2 | Ucraina | 29 – 29 (15-13) referto | Danimarca |  |

| Bucarest 9 dicembre 2000, ore 19:00 UTC+2 | Macedonia | 19 – 19 (10-12) referto | Romania |  |

| Bucarest 9 dicembre 2000, ore 21:00 UTC+2 | Bielorussia | 26 – 26 (13-12) referto | Norvegia |  |

| Bucarest 10 dicembre 2000, ore 17:00 UTC+2 | Macedonia | 19 – 27 (8-10) referto | Ucraina |  |

| Bucarest 10 dicembre 2000, ore 19:00 UTC+2 | Romania | 26 – 22 (14-12) referto | Norvegia |  |

| Bucarest 10 dicembre 2000, ore 21:00 UTC+2 | Danimarca | 34 – 26 (20-17) referto | Bielorussia |  |

| Bucarest 12 dicembre 2000, ore 17:00 UTC+2 | Bielorussia | 27 – 27 (11-12) referto | Macedonia |  |

| Bucarest 12 dicembre 2000, ore 19:00 UTC+2 | Romania | 21 – 23 (12-10) referto | Ucraina |  |

| Bucarest 12 dicembre 2000, ore 21:00 UTC+2 | Norvegia | 29 – 22 (16-12) referto | Danimarca |  |

| Bucarest 13 dicembre 2000, ore 17:00 UTC+2 | Ucraina | 27 – 27 (11-13) referto | Bielorussia |  |

| Bucarest 13 dicembre 2000, ore 19:00 UTC+2 | Danimarca | 26 – 33 (13-18) referto | Romania |  |

| Bucarest 13 dicembre 2000, ore 21:00 UTC+2 | Norvegia | 31 – 28 (14-11) referto | Macedonia |  |

## Fase a eliminazione diretta

### Tabellone
|  | Semifinali | Semifinali | Semifinali |         |          | Finale          | Finale          | Finale          |  |
|  |            |            |            |         |          |                 |                 |                 |  |
|  | Ungheria   | Ungheria   | 25         |         |          |                 |                 |                 |  |
|  | Ungheria   | Ungheria   | 25         |         |          |                 |                 |                 |  |
|  | Romania    | Romania    | 24         |         |          |                 |                 |                 |  |
|  | Romania    | Romania    | 24         |         | Ungheria | Ungheria        | 32              |                 |  |
|  |            |            |            |         | Ungheria | Ungheria        | 32              |                 |  |
|  |            |            | Ucraina    | Ucraina | 30       |                 |                 |                 |  |
|  | Ucraina    | Ucraina    | Ucraina    | Ucraina | 30       | 28              |                 |                 |  |
|  | Ucraina    | Ucraina    |            |         |          | 28              |                 |                 |  |
|  | Russia     | Russia     | 24         |         |          | Finale 3º posto | Finale 3º posto | Finale 3º posto |  |
|  | Russia     | Russia     | 24         |         |          |                 |                 |                 |  |
|  |            |            |            |         |          |                 |                 |                 |  |
|  |            |            |            |         |          | Romania         | Romania         | 16              |  |
|  |            |            |            |         |          | Romania         | Romania         | 16              |  |
|  |            |            |            |         |          | Russia          | Russia          | 21              |  |

### Semifinali
| Bucarest 16 dicembre 2000, ore 17:30 UTC+2 | Ucraina | 28 – 24 (12-12) referto | Russia | (5 000 spett.) |

| Bucarest 16 dicembre 2000, ore 20:00 UTC+2 | Ungheria | 25 – 24 (13-12) referto | Romania | (5 500 spett.) |

### Finale 11º posto
| Râmnicu Vâlcea 15 dicembre 2000, ore 18:30 UTC+2 | Austria | 22 – 27 (11-16) referto | Bielorussia | (2 500 spett.) |

### Finale 9º posto
| Bucarest 15 dicembre 2000, ore 18:30 UTC+2 | Germania | 22 – 21 (10-13) referto | Danimarca | (500 spett.) |

### Finale 7º posto
| Bucarest 15 dicembre 2000, ore 21:00 UTC+2 | Jugoslavia | 39 – 38 (d.t.s.) (14-16; 29-29; 32-32) referto | Macedonia | (500 spett.) |

### Finale 5º posto
| Râmnicu Vâlcea 15 dicembre 2000, ore 21:00 UTC+2 | Francia | 23 – 19 (11-11) referto | Norvegia | (2 500 spett.) |

### Finale 3º posto
| Bucarest 17 dicembre 2000, ore 17:30 UTC+2 | Russia | 21 – 16 (10-7) referto | Romania | (4 000 spett.) |

### Finale
| Bucarest 17 dicembre 2000, ore 20:00 UTC+2 | Ungheria | 32 – 30 (d.t.s.) (17-13; 26-26) referto | Ucraina | (4 000 spett.) |

## Classifica finale
| Pos.    | Nazione     |
| ------- | ----------- |
| Oro     | Ungheria    |
| Argento | Ucraina     |
| Bronzo  | Russia      |
| 4       | Romania     |
| 5       | Francia     |
| 6       | Norvegia    |
| 7       | Jugoslavia  |
| 8       | Macedonia   |
| 9       | Germania    |
| 10      | Danimarca   |
| 11      | Bielorussia |
| 12      | Austria     |

|  | Qualificata al campionato mondiale 2001 |

## Statistiche

### Classifica marcatrici
Fonte:.
| Pos. | Nome                | Nazionale   | Reti | Tiri |
| ---- | ------------------- | ----------- | ---- | ---- |
| 1    | Simona Gogîrlă      | Romania     | 68   | 108  |
| 2    | Ágnes Farkas        | Ungheria    | 54   | 105  |
| 3    | Stephanie Ofenböck  | Austria     | 49   | 119  |
| 3    | Olena Cyhycja       | Ucraina     | 49   | 93   |
| 5    | Klara Boeva         | Macedonia   | 42   | 78   |
| 6    | Steluţa Luca        | Romania     | 41   | 94   |
| 7    | Svetlana Minevskaja | Bielorussia | 37   | 76   |
| 8    | Mette Vestergaard   | Danimarca   | 35   | 74   |
| 9    | Bojana Petrović     | Jugoslavia  | 33   | 70   |
| 10   | Lotte Kiærskou      | Danimarca   | 32   | 60   |

## Premi individuali
Migliori 7 giocatrici del torneo.
| Ruolo               | Giocatrice            |
| ------------------- | --------------------- |
| Migliore giocatrice | Beáta Siti            |
| Portiere            | Luminița Dinu-Huțupan |
| Ala sinistra        | Larisa Ferzalieva     |
| Terzino sinistro    | Olena Cyhycja         |
| Centrale            | Beáta Siti            |
| Terzino destro      | Mélinda Jacques-Szabo |
| Ala destra          | Agnieszka Tobiasz     |
| Pivot               | Ljudmila Bodnieva     |